# Bazar Chán al-Chalílí
Chán al-Chalílí, arabsky خان الخليلي‎, je největším bazarem nacházejícím se v islámské části Káhiry. Tento nejslavnější káhirský bazar je rovněž jedním z turistických lákadel pro návštěvníky egyptského hlavního města.

## Historie

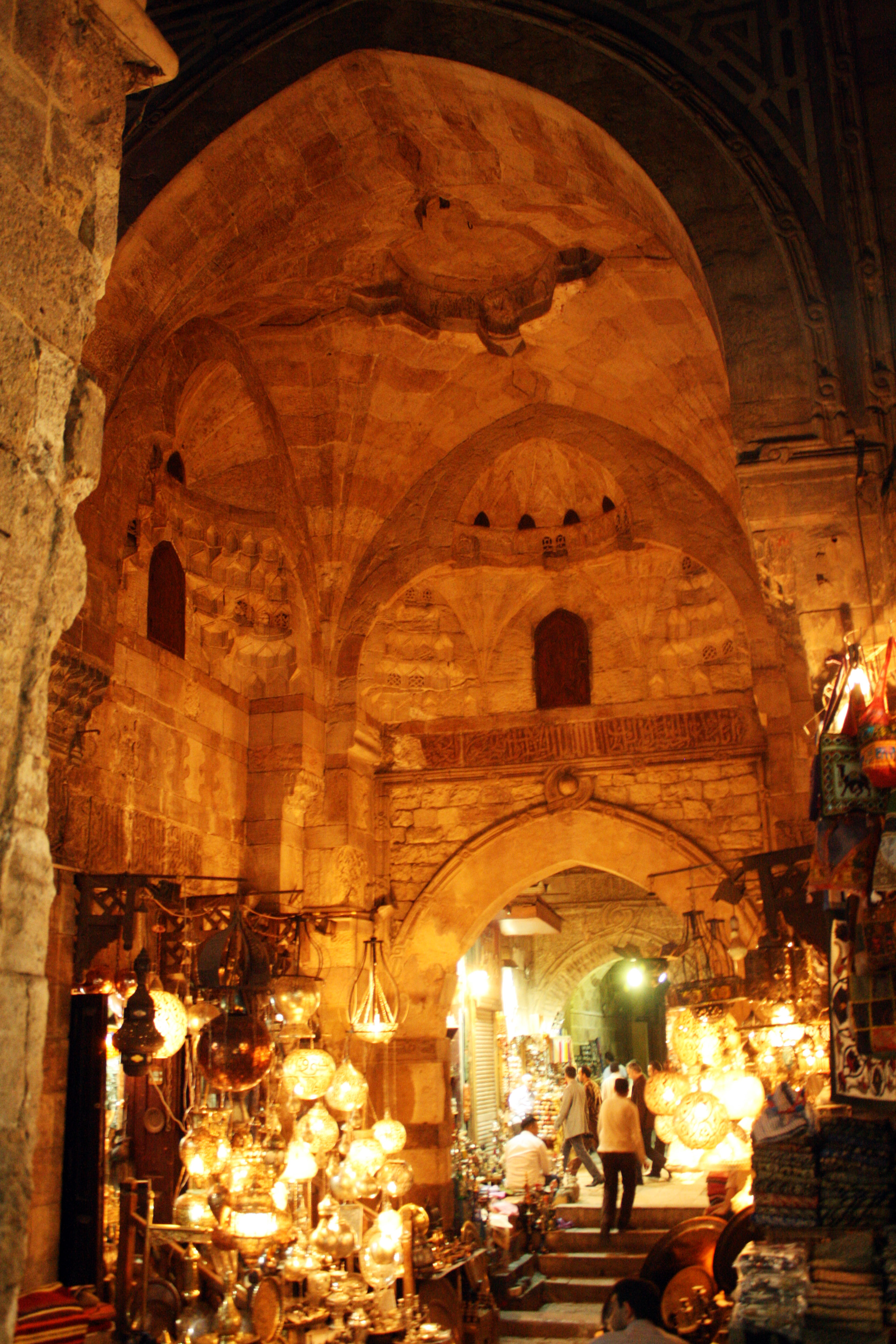
Bazar Chán al-Chalílí

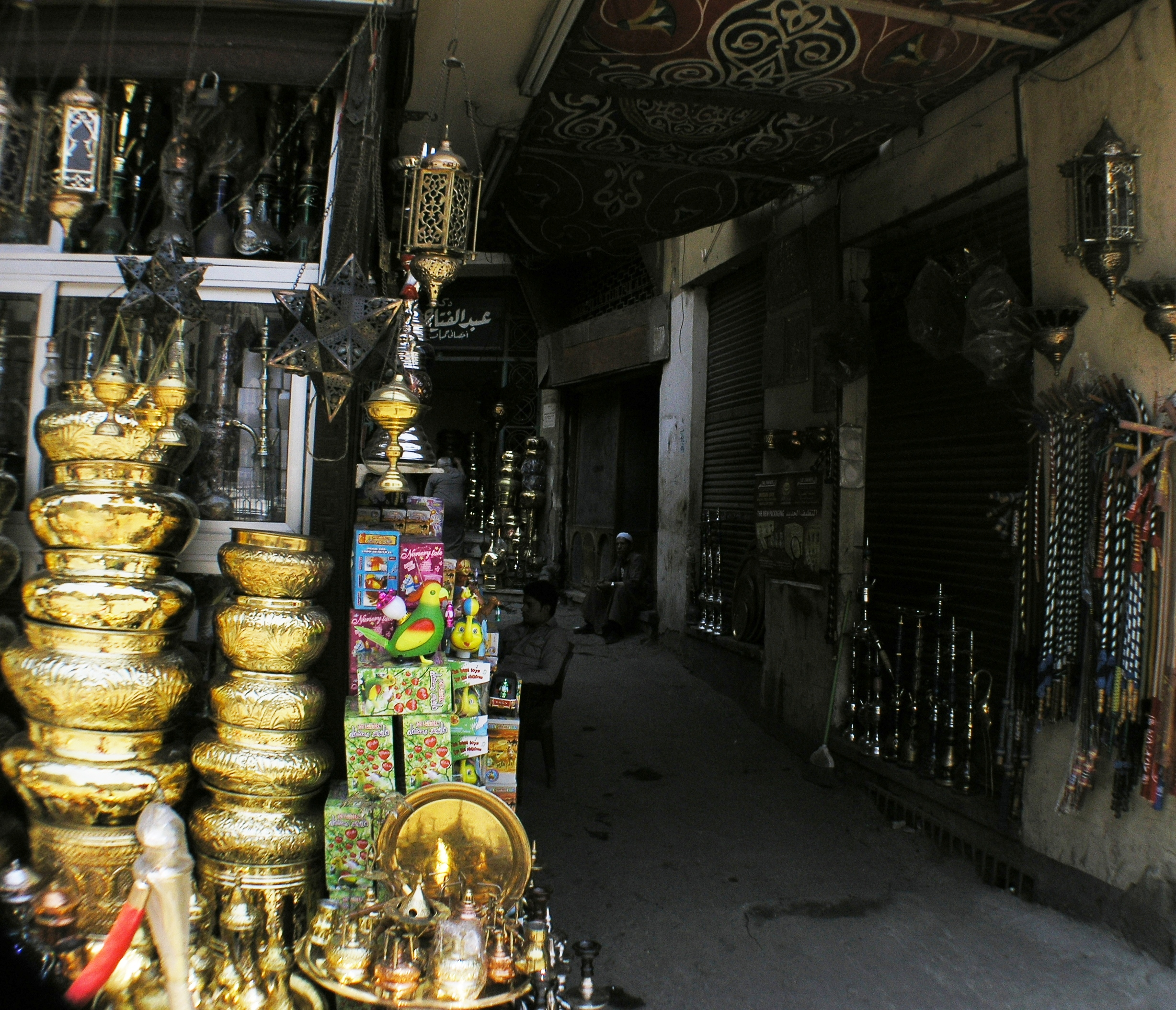
Jeden z obchodů

Na místě, kde bylo v roce 969 Fátimovci založeno nové hlavní město al-Qahíra, se dnes nachází velká čtvrť plná bazarů. Počátky vzniku bazaru Chán al-Chalílí se datují do roku 1382, kdy zde za vlády mamlúckého sultána az-Záhira Barkúka emír Džarkas al-Chalílí nechal postavit velký karavansaraj (arabsky خان‎, Chán). Mezi nejcennější druhy zboží, se kterými se zde obchodovalo, patřily drahokamy, hedvábí a koření. V dnešní době se zde sežene prakticky cokoliv, avšak i přes četné obchody se suvenýry, je Chán al-Chalílí určen hlavně pro místní obyvatele. Kromě obchodů jsou pro Chán al-Chalílí typické malé tradiční kávárny, kterých je zde nespočet.

## Okolí
Bazar se rozprostírá v centru islámské Káhiry, na obou stranách dopravní tepny al-Azhar od brány Báb al-Fatúh na severu až k bráně Báb az-Zuwajla na jihu. Za hlavní orientační bod místního bazaru se dá považovat Husajnova mešita. Nedaleko od ní se nachází mešita Al-Azhar s nejstarší univerzitou na světě. Nejkrásnější stavby však leží na ulici Mu'izz Lidínilláha, kdysi ústřední tepně fátimovského palácového města, která vede od silnice al-Azhar na sever k bráně Báb al-Fatúh. Nachází se zde stavby jako madrása sultána Barsbáje, mauzoleum sultána Kalá'úna či mešita al-Hákima.